# Compartilhamento de arquivos no Canadá
O compartilhamento de arquivos no Canadá está relacionado à distribuição de mídia digital naquele país. O Canadá teve o maior número de compartilhadores de arquivos em porcentagem da população do mundo, de acordo com um relatório de 2004 da OCDE . Em 2009, no entanto, verificou-se que o Canadá tinha apenas o décimo maior número de violações de direitos autorais no mundo, de acordo com um relatório da BayTSP, uma empresa antipirataria dos EUA.

## Legalidade
Importantes distinções foram feitas sobre a legalidade do download e do upload de material protegido por direitos autorais, bem como de "obras musicais" versus outro material protegido por direitos autorais. Em geral, a cópia ou distribuição não autorizada de material protegido por direitos autorais com fins lucrativos é ilegal sob a Lei de Direitos Autorais do Canadá; no entanto, o ato também declara sob a seção "Cópia para uso privado ... em um meio de gravação de áudio para uso privado da pessoa que faz a cópia não constitui uma violação dos direitos autorais da obra musical, da performance do artista ou a gravação de som ". . Além disso, a lei contém uma exceção de cópia privada que torna legal a cópia de uma gravação de som em um "suporte de gravação de áudio" para uso pessoal da pessoa que está fazendo a cópia. Isso é suportado por uma taxa sobre a mídia de gravação de áudio em branco, que é distribuída para gravadoras e músicos.
Embora a cópia não autorizada - upload - de obras com direitos autorais completos, como livros, filmes ou software, seja ilegal nos termos da Lei, a situação em relação aos arquivos de música é mais complexa devido à isenção de Cópia Privada.
Primeiro, para se qualificar como Cópia Privada, a cópia deve ser feita em uma "mídia de gravação de áudio". No entanto, ainda existe alguma controvérsia sobre se certas coisas, como tocadores de música digital ou discos rígidos de computadores, constituem uma mídia de gravação de áudio. Em 2003, o Copyright Board introduziu taxas de até US $ 25 em memória não removível em tocadores de música digital, como o iPod. No entanto, isso foi derrubado quando o Tribunal Federal de Apelação decidiu que a memória permanentemente incorporada nos tocadores de música digital não poderia ser considerada um meio de gravação de áudio. O tribunal também considerou que um reprodutor de música digital, como uma unidade ou dispositivo inteiro, não poderia ser considerado um meio de gravação de áudio. No entanto, o Conselho de Direitos Autorais contesta esse último e sustenta que "não é uma lei estabelecida que um gravador de áudio digital não seja um meio". A cópia em uma mídia de gravação de áudio pela qual nenhuma taxa atualmente é cobrada ainda se qualifica sob a isenção de Cópia Privada: "Por exemplo, simplesmente porque a Diretoria não foi solicitada a certificar uma tarifa em discos rígidos em computadores pessoais, ela não segue essa regra privada. cópias feitas em tais mídias violam direitos autorais ".
A aplicação da isenção de Cópia Privada a cópias feitas pela Internet também é uma questão complexa. Antes de 2004, alguns analistas acreditavam que era legal baixar músicas, mas não carregá-las.
Por um breve período em 2004/2005, o compartilhamento de arquivos de música com direitos autorais por meio de sistemas on-line ponto a ponto foi explicitamente legal, devido a uma decisão do Tribunal Federal, no BMG Canada Inc. v. John Doe . Sob certas condições, tanto o download quanto o upload eram considerados legais. Especificamente, os parágrafos [24] e [25] da decisão declararam que a Seção 80 (1) da Lei de Direitos Autorais permite o download de obras musicais para uso pessoal. Esta seção se aplicava especificamente a obras musicais e, portanto, a decisão não determinou a legalidade do download de outras formas de obras protegidas por direitos autorais.
Os parágrafos [26] a [28] da decisão também decidiram sobre o upload, declarando que
O simples fato de colocar uma cópia em um diretório compartilhado em um computador em que essa cópia possa ser acessada por meio de um serviço P2P não significa distribuição. Antes de constituir a distribuição, deve haver um ato positivo por parte do proprietário do diretório compartilhado, como enviar as cópias ou anunciar que elas estão disponíveis para cópia.
No entanto, o caso foi recorrido e, em 19 de maio de 2005, esta seção da decisão foi anulada pelo Tribunal Federal de Apelação. O tribunal de apelações negou provimento ao caso, principalmente devido à falta de evidências que vinculam os acusados não identificados à suposta violação de direitos autorais. No entanto, considerou inadequado o juiz do tribunal de primeira instância ter decidido se a disponibilização de arquivos de música em sistemas de compartilhamento de arquivos ponto a ponto constitui "distribuição" (ilegal sob a Lei de Direitos Autorais) ou simplesmente facilita " cópia privada "(legal nos termos da lei) nesse ponto do processo. O tribunal de apelações especificamente deixou em aberto a possibilidade de ações judiciais futuras, em que a questão da legalidade do compartilhamento entre pares poderia ser abordada. Até o momento, nenhuma outra ação judicial foi registrada no Canadá, deixando uma questão em aberto.
Em junho de 2005, o governo federal canadense, então governado pelo Partido Liberal do Canadá, apresentou o Projeto C-60, que alteraria a Lei de Direitos Autorais para, entre outras coisas, tornar especificamente a "disponibilização" de arquivos de música protegidos por direitos autorais em pares. sistemas de pares ilegais. No entanto, o parlamento foi dissolvido no final daquele ano devido a uma moção de não-confiança e o projeto nunca foi aprovado.
Esperava-se que uma nova lei de direitos autorais fosse introduzida pelo governo conservador recém-instalado antes do final de 2007. Esperava-se que houvesse proteções muito mais fortes para os proprietários de direitos autorais, incluindo algumas disposições semelhantes ao DMCA americano. No entanto, devido ao massivo clamor público nos dias que antecederam a introdução esperada do projeto de lei, o governo adiou sua introdução. Pouco antes do final da segunda sessão do 39º Parlamento canadense, o governo conservador apresentou o projeto de lei C-61 . O Projeto C-61 foi substituído pelo Projeto C-32 (40º Parlamento Canadense, 3ª Sessão), que foi apresentado ao Parlamento em 2 de junho de 2010.
Em 29 de setembro de 2011, o ministro da herança canadense James Moore e o ministro da indústria Christian Paradis anunciaram a reintrodução da Lei de Modernização de Direitos Autorais do Governo do Canadá sob a nova designação de Bill C-11 . Isso foi assinado em 29 de junho de 2012 como Lei de Modernização de Direitos Autorais .